# اس‌ام یوسی-۳۰
اس‌ام یوسی-۳۰ (به انگلیسی: SM UC-30) یک زیردریایی بود که طول آن ۱۶۲ فوت ۳ اینچ (۴۹٫۴۵ متر) بود. این زیردریایی در سال ۱۹۱۶ ساخته شد.